# Socker
Socker (av sanskrit: शर्करा, sharkara) används vanligtvis som en benämning på disackariden sackaros. Ordet kan också användas som en benämning av sötsmakande kortare sackarider (sockerarter). Sockerarterna är kolhydrater såsom monosackarider, disackarider samt oligosackarider med korta kolkedjor.
Den större delen av det råsocker som produceras globalt baserar på sockerrör, medan sockerbetor svarar för resten. Indien och Brasilien är de största producenterna av råsocker och står för mer än 40 % av den totala världsproduktionen.

## Historia
Socker ur sockerrör framställdes redan på 500-talet f.Kr. i norra Indien. Sockret kom till medelhavsområdet i samband med islams utbredning från 600-talet. Handel av betydelse tog fart på 1100-talet. Socker började odlas på Madeira, Kanarieöarna och São Tomé när dessa koloniserats av Portugal och Spanien. Därmed övertog Lissabon och Antwerpen Venedigs roll som centrum för handeln med lyxvaran socker.
Socker användes som medicin och krydda samt också för jäsning och konservering. Kolonisationen av Amerika gjorde att odlingen och produktionen av socker ökade kraftigt, främst i Brasilien och Västindien. Slavarbetskraft samt ny effektivare teknik ledde till lägre priser och sockret blev tillgänglig för fler. 1800 upptäckte Franz Karl Achard en metod för att framställa socker ur sockerbetor, vilket gjorde slavarbetarna olönsamma. Socker började användas till bakverk, konfekt och som sötningsmedel för kaffe och te. De amerikanska plantagerna framställde råsocker som raffinerades i Europa. Sverige (Stockholm), fick det första raffinaderiet sina privilegier redan 1647. Socker nämns första gången 1329 i svenska källor när man till gravölet efter lagman Birger Petersson, heliga Birgittas far, köpte 2 kg.

## Framställning
Cirka 55–75 % av det råsocker som framställs i världen utvinns ur sockerrör. Sockerrören krossas och råsaften pressas fram. Råsockersaften från sockerrör är renare än saften från sockerbetor, vilket gör reningen lite enklare. Sockerbetor som är råvaran för det resterande råsockret, tvättas och skärs till betsnitsel. Därefter lakas sockret ut i varmt vatten. 
Råsaften behandlas med kalk och kolsyra, som ger en fällning som filtreras bort. Den resulterande saften (tunnsaft) indunstas till tjocksaft och sedan indunstas tjocksaften tills sockret kristalliserar. Kristallerna och kvarvarande saft kyls och centrifugeras så att sockerkristallerna blir kvar.

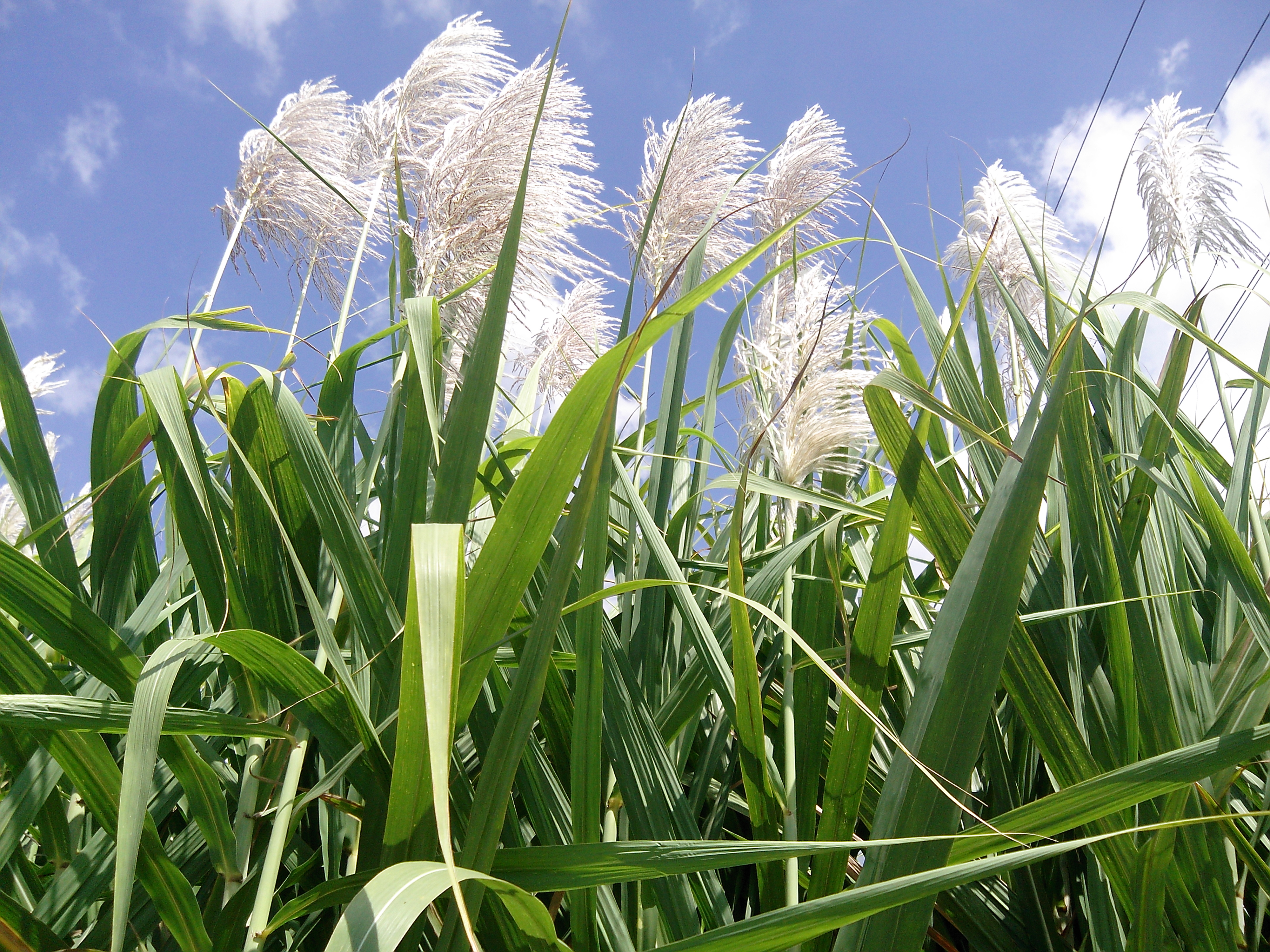
Sockerrör
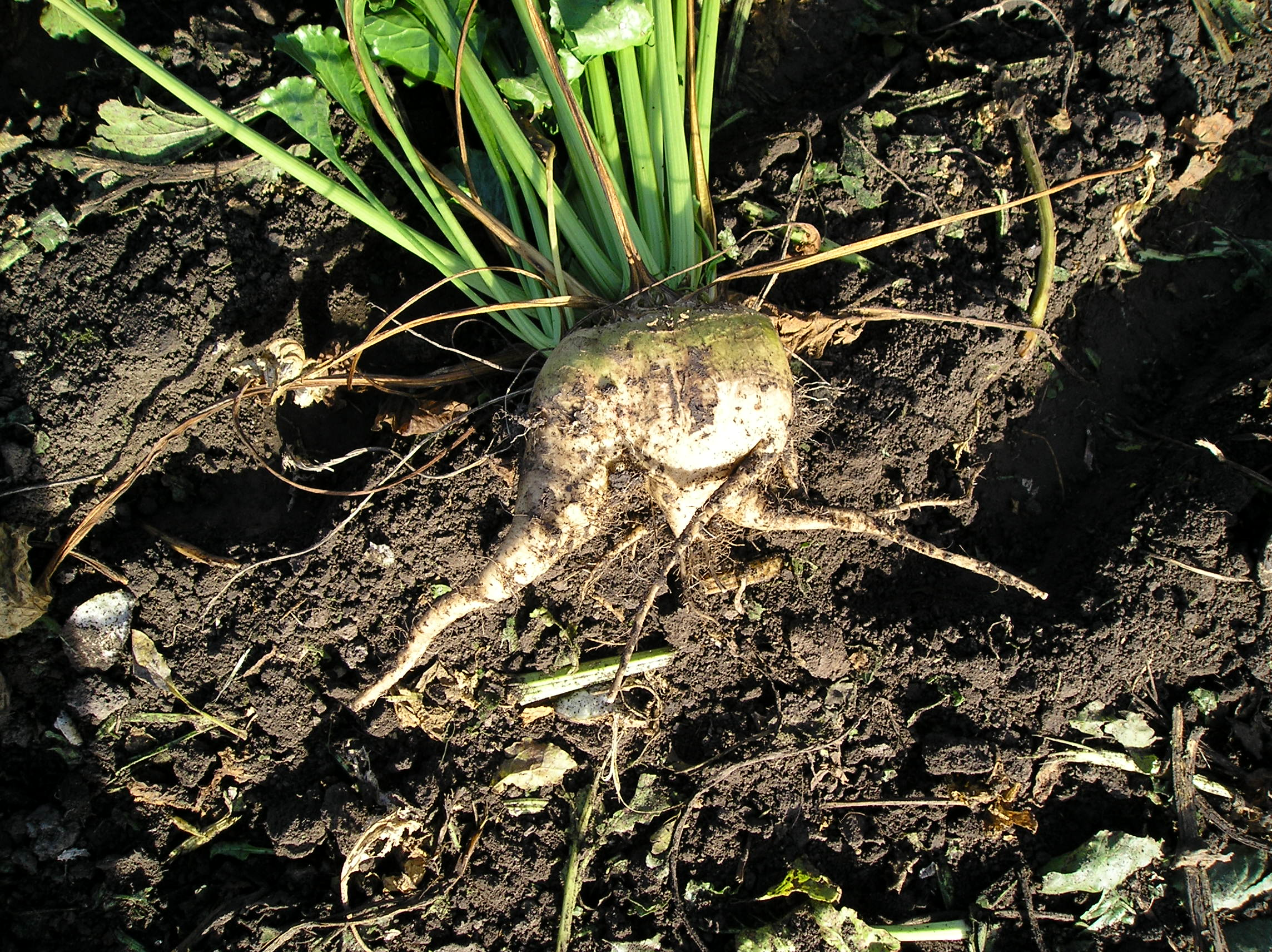
Sockerbeta

## Sockerprodukter
- Bitsocker tillverkas med vibrometoden där uppfuktat socker placeras i formar som vibreras kraftigt, varefter sockret får torka och svalna.[3]
- Pärlsocker tillverkas av socker som pressats till små skivor, vilka krossas och siktas. Siktningsprodukten är pärlsocker i form av kantiga vita korn. Det används ofta som garnering på bakverk, såsom kanelbullar och chokladbollar.[3]
- Strösocker är ett ganska finkornigt socker som tillverkas av bet- eller rörsocker. 1 dl väger 85–90 gram.[5]
- Flor- eller pudersocker tillverkas  genom att bitar som är för stora eller för små för att bli pärlsocker mals ner till ett fint pulver.[3] Det används till dekoration av bakverk såsom semlor, kristyr, drinkar och annat där större kristaller inte skulle lösa sig. Efter tillverkning tillsätts vanligen klumpförebyggande medel, oftast stärkelse.
- Syltsocker är strösocker med tillsats av pektin (eller annat förtjockningsmedel), citronsyra och (på svenska marknaden) oftast konserveringsmedel såsom kaliumsorbat.
- Farinsocker tillverkas av socker som blandas med en mörk sockerlösning.[3]
- Sirap tillverkas genom hydrolys av socker och sockerlösningar.[3]
- Råsocker är en mellanprodukt i sockertillverkningen.[6]
- Demerarasocker kommer ursprungligen från Demarera i Guyana.[7]
- Panela är det vanligaste namnet för det traditionella sockret som produceras i Latinamerika och Karibien genom att koncentrera extrakterad sockerrörsjuice.

## Bildgalleri

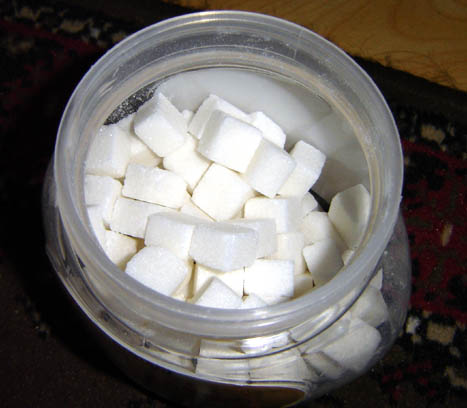
Bitsocker.
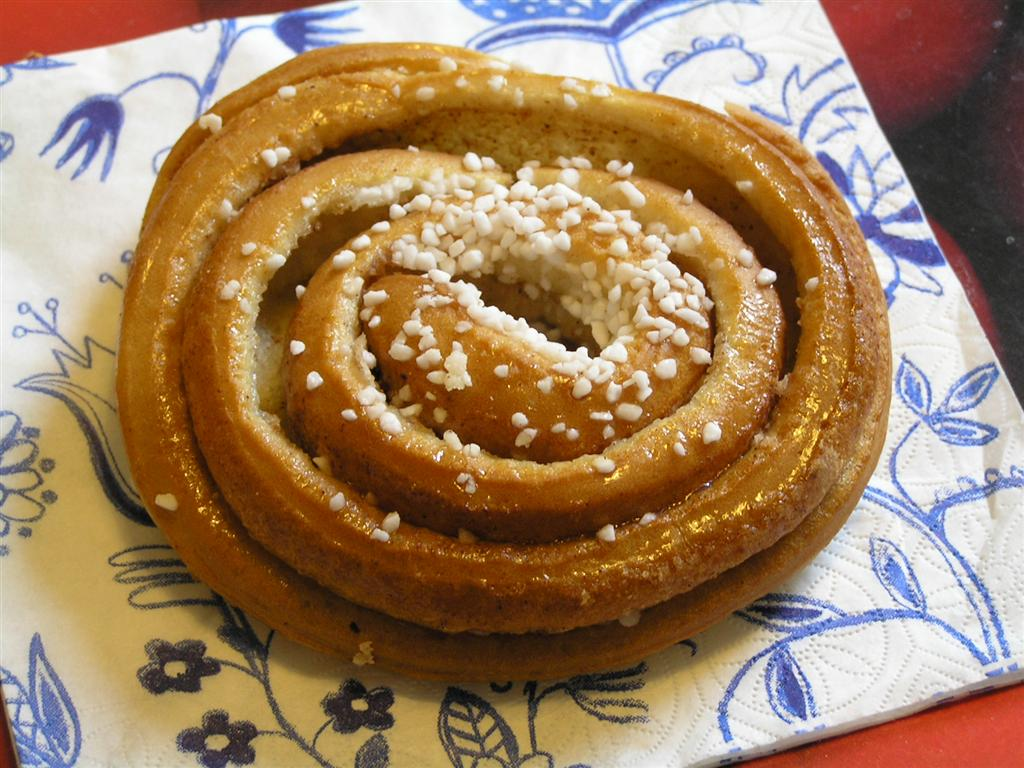
Svensk kanelbulle med pärlsocker.
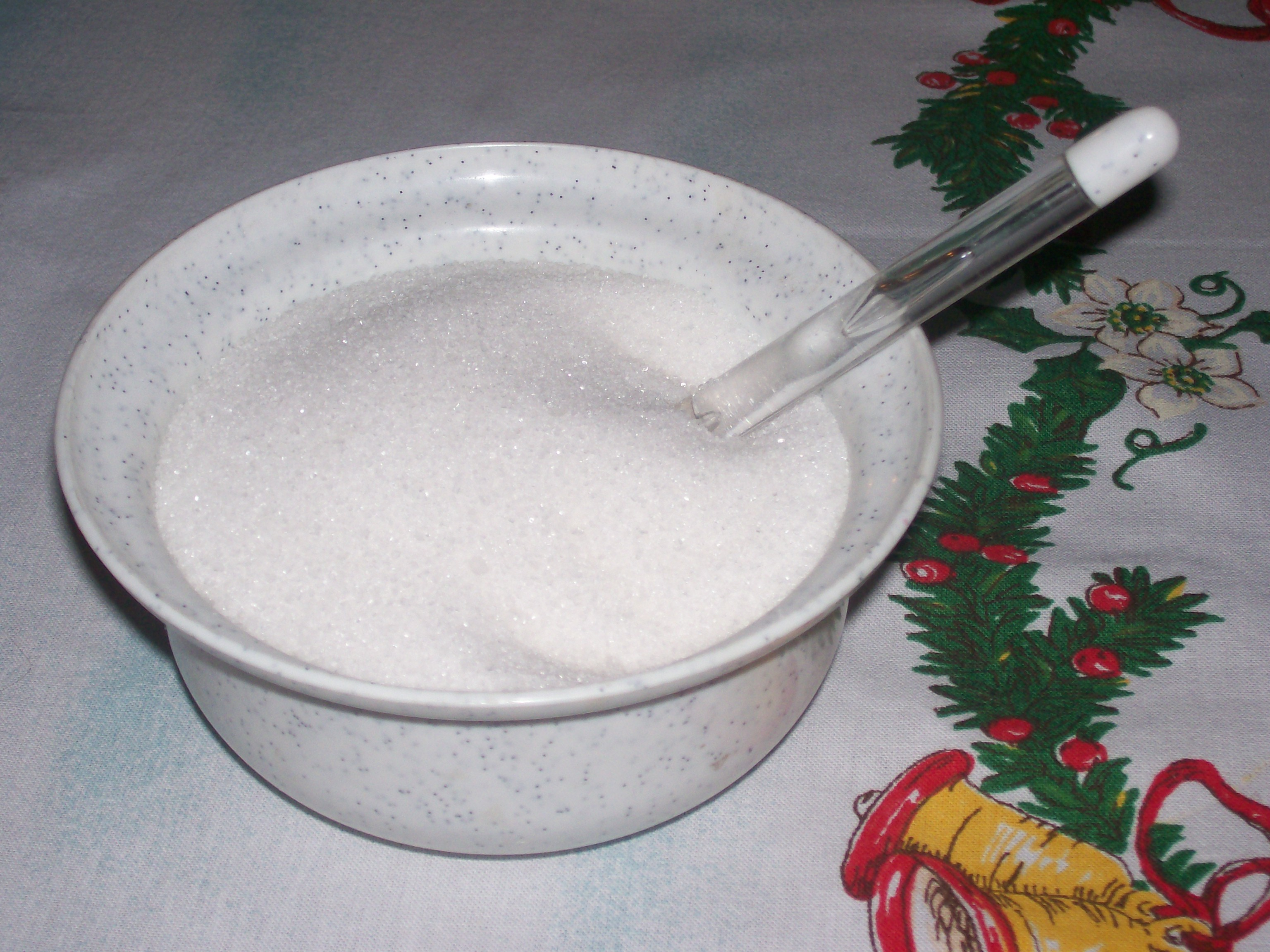
Strösocker.
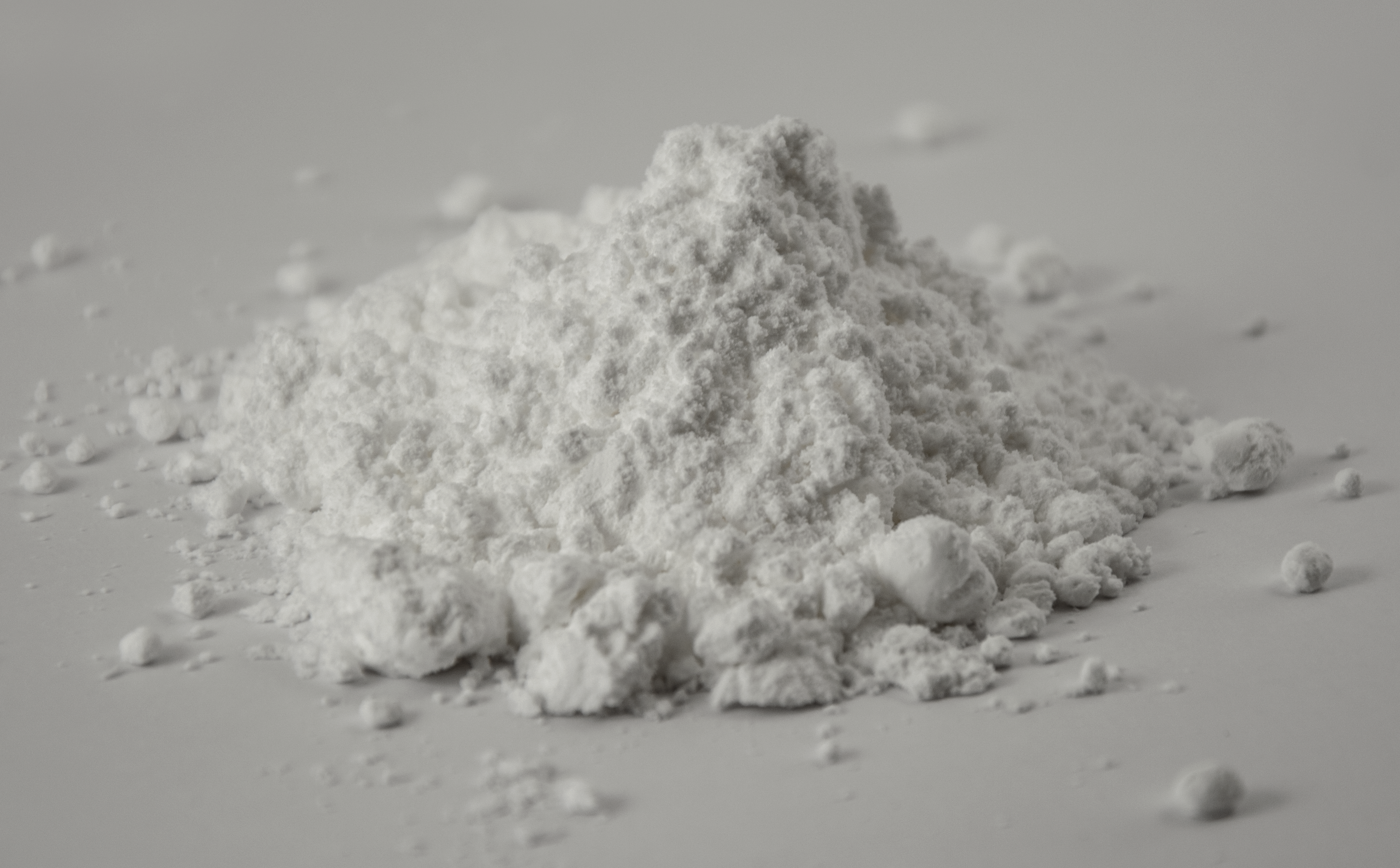
Florsocker.
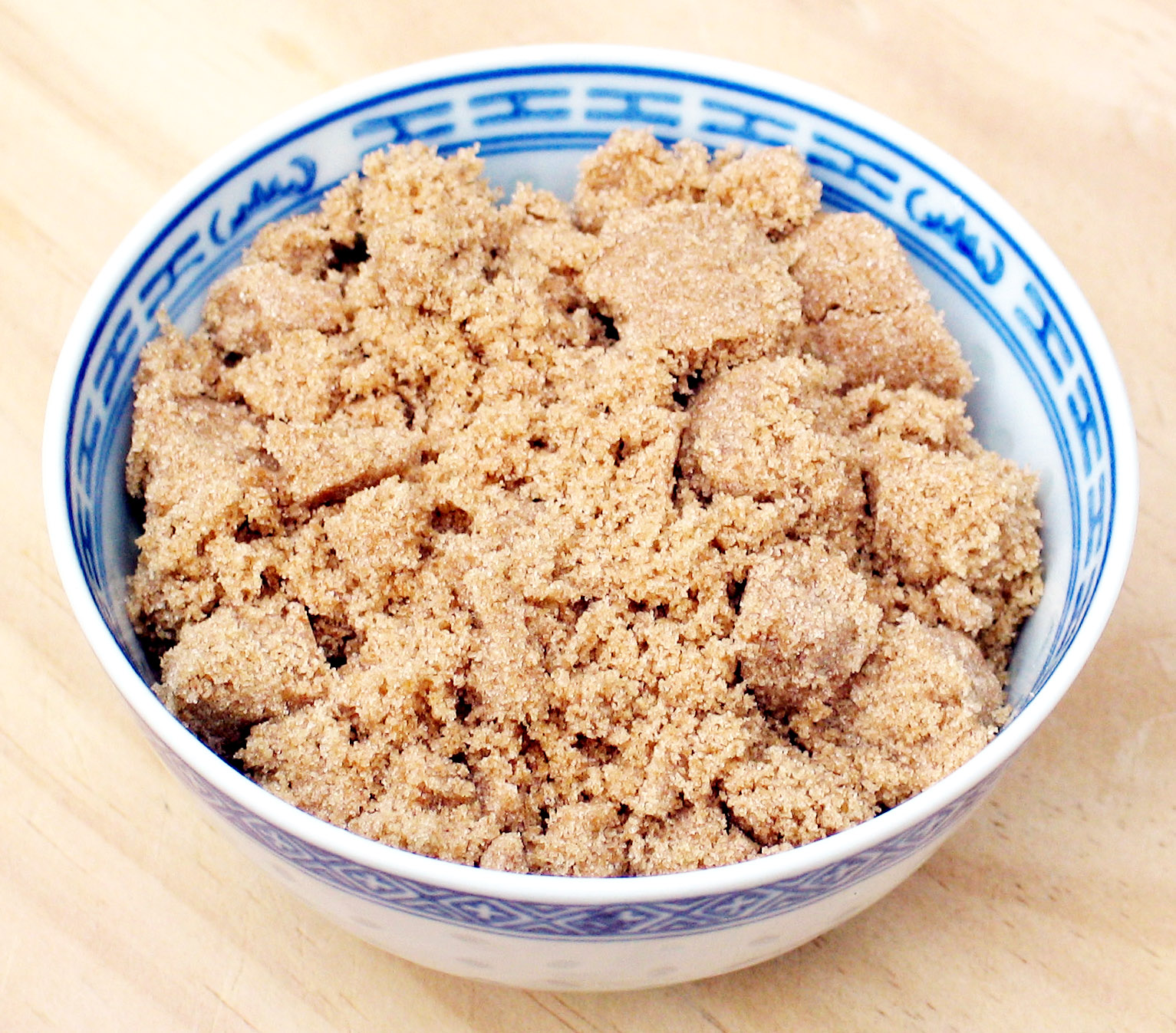
Farinsocker.
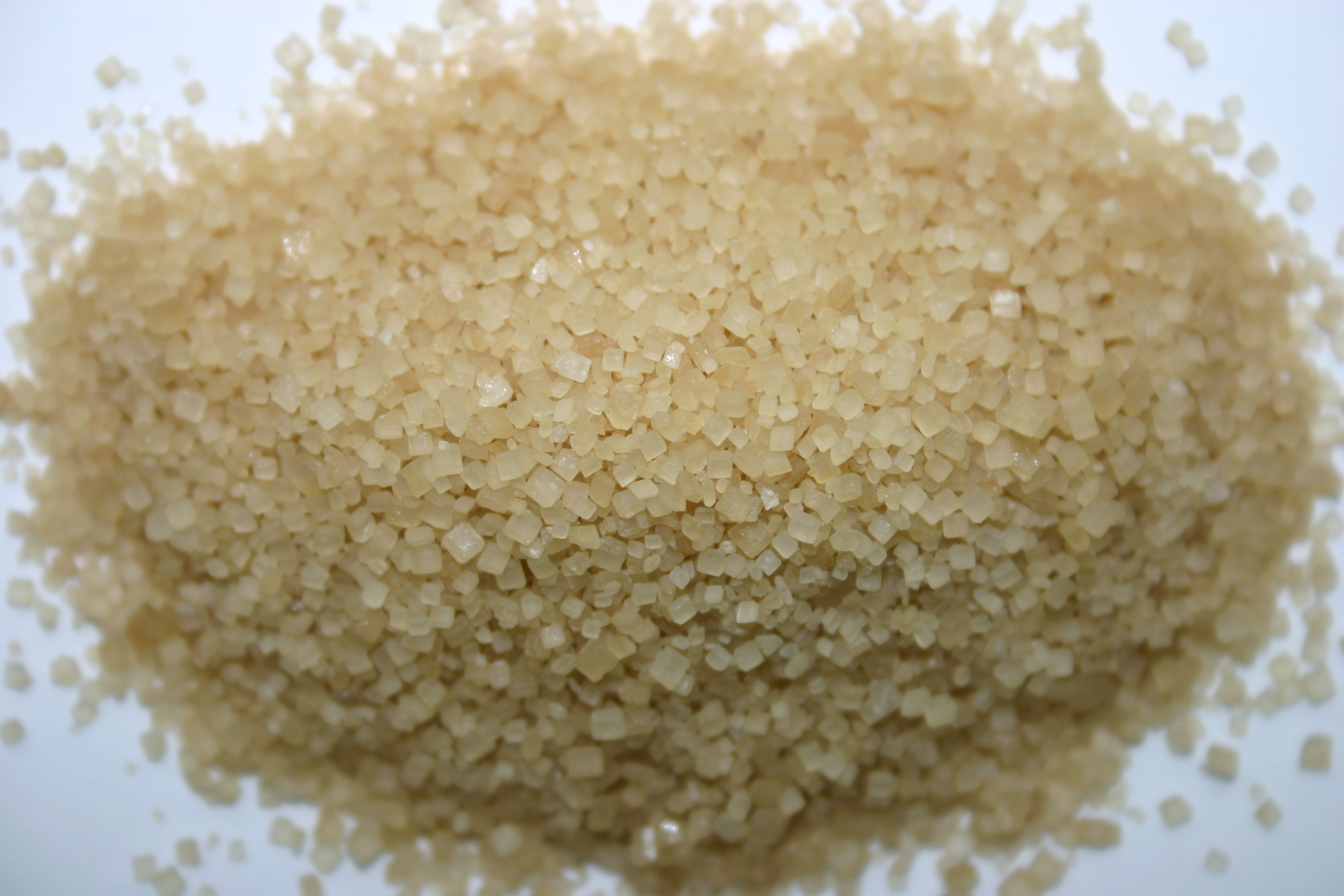
Råsocker från sockerrör
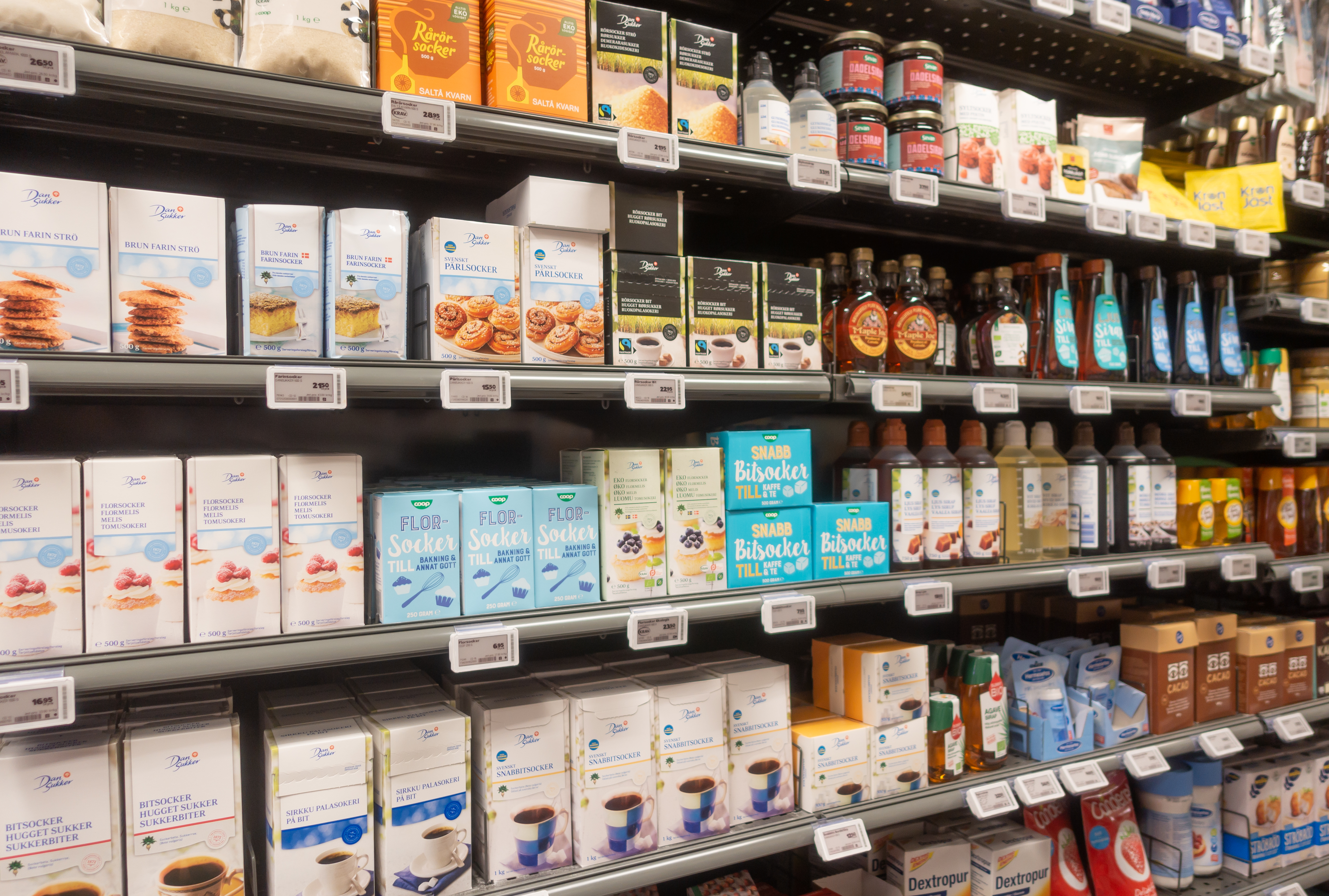
Sockerprodukter i livsmedelsbutik.

## Sockerarter
Monosackarider är de allra enklaste sockerarterna. Monosackarider innefattar druvsocker (glukos), fruktsocker (fruktos) och galaktos.
Disackarider är monosackarider som sitter ihop två och två. Sackaros, alltså vanligt socker, är en disackarid. Sackaros består av glukos och fruktos som är bundna till varandra. Laktos (mjölksocker) är också en disackarid som består av glukos och galaktos.

## Socker och hälsa
Det finns inga hälsovinster med  att äta socker. Kolhydrater i exempelvis potatis och bröd, kan brytas ner till glukos i kroppen (som behövs för att hjärnan ska fungera) vilket gör att det inte finns något behov av att äta tillsatt socker. Äter man mer tillsatt socker så att det utgör mer än 10 procent av kalorierna blir det svårt att få plats med näringsrik mat som ger tillräckligt av vitaminer och mineraler, utan att man samtidigt får i sig mer kalorier än man gör av med.
De nordiska näringsrekommendationerna anger att mindre än 10 procent av energin från maten bör komma från tillsatt socker. För vuxna motsvarar det ungefär 50–75 gram tillsatt socker per dag.
- Diabetes: Drycker sötade med socker kan öka risken för typ 2-diabetes hos vuxna. Risken ökar vid 0,8 liter per vecka.[9]
- Hjärt- och kärlsjukdomar: Studier visar att personer som får i sig minst 15 % av sina kalorier från sackaros får en ökad risk för hjärtinfarkt.[10]
- Karies orsakas av att skadliga bakterier bildar syror som luckrar upp tandytans emalj. Att äta sötade livsmedel ofta gör att saliven inte hinner reparera emaljen mellan syraangreppen och risken för karies ökar.[11]
- Sockerberoende är ett kontroversiellt begrepp som inte har officiell status som sjukdom.[12]
- Övervikt: Vuxna som börjar äta mer socker går upp i vikt, medan de som drar ner på sockret minskar i vikt eftersom energiintaget ändras. Drycker sötade med socker ökar risken för övervikt hos barn, men man kan inte se något samband med socker från andra källor och vikt hos barn.[9]